# 2008 en Albanie
Chronologie de l'Albanie
- 2004
- 2005
- 2006
- 2007
- 2008
- 2009
- 2010
- 2011
- 2012

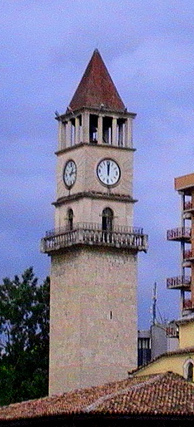

Cet article présente les faits marquants de l'année 2008 en Albanie.

## Évènements
- Samedi 15 mars 2008 : l'explosion d'un dépôt d'armes et de munitions près de Tirana cause la mort de 26 personnes et en blesse 302 autres.

- Lundi 14 avril 2008 : la Serbie demande au Tribunal pénal international d'ouvrir une enquête sur un présumé trafic d'organes prélevés sur des prisonniers serbes pendant la guerre du Kosovo. Ce trafic est révélé dans un livre de l'ex-procureur Carla Del Ponte. Il aurait concerné 300 Serbes et non-Albanais qui en 1999 auraient été transférés du Kosovo vers des cliniques en Albanie pour y être prélevés de leurs organes par des chirurgiens avant d'être tués.

- Lundi 16 juin 2008 : le président Bamir Topi limoge le chef d'état-major à la suite de l'enquête sur la série d'explosions dans un dépôt militaire près de Tirana en mars dernier.

- Mardi 2 décembre 2008 : le président italien Silvio Berlusconi est en visite à Tirana pour rencontrer le premier ministre Sali Berisha et assister à la signature de 6 importants accords économiques pour plus de 2 milliards d'euros : une unité de regazéification de gaz naturel liquéfié, un pipeline sous-marin, un parc éolien et un câble électrique sous-marin reliant l'Albanie à l'Italie, une cimenterie et un tronçon de route.

- Jeudi 18 décembre 2008 : selon le ministère de la Défense, l'Albanie retirera son contingent militaire d'Irak à compter de samedi. Son contingent compte plus de 218 soldats et officiers, sous commandement américain, déployés à Mossoul (nord) et à Bagdad.

## Décès
- 29 septembre : Naxhije Dume, femme politique